# Bubión
Bubión es una localidad y municipio español, perteneciente a la provincia de Granada, en la comunidad autónoma de Andalucía. Está situado en la parte noroeste de la Alpujarra Granadina. Limita con los municipios de Lanjarón, Capileira, La Taha, Pampaneira, Soportújar y Pórtugos. Gran parte de su término municipal pertenece al parque nacional de Sierra Nevada, y forma parte del Conjunto Histórico del Barranco de Poqueira.
Se sitúa en el Barranco de Poqueira, compartiendo este lugar con Capileira y Pampaneira. La posición céntrica en la que está situado permite disponer de impresionantes vistas. Por ello, en días claros, es posible ver a la vez el mar Mediterráneo y Sierra Nevada desde el mismo punto. La población posee una gran riqueza arquitectónica: diversas calles y casas fueron construidas por los árabes y, posteriormente, conservadas por los habitantes del pueblo; son comunes las fuentes, que pueden encontrarse en cualquier calle y las casas se caracterizan por las chimeneas y la ausencia de tejados.
En el año 2018 Zuheros pasó a formar parte de la asociación Los Pueblos Más Bonitos de España, siendo el tercer y último pueblo del Barranco de Poqueira en formar parte de la red.

## Arquitectura
La arquitectura de Bubión, así como la de todos los pueblos de la Alpujarra Granadina alta, se caracteriza por casas sin tejados. Desde la época de ocupación árabe, las casas se empezaron a construir con launa, surgiendo los terraos. Se dice que tienen forma horizontal para impedir la acumulación de nieve en las salidas de la casa; de esta forma la nieve se queda en el terrao. Otras versiones apuntan a que los terraos nacen por la imposibilidad de conseguir tejas debido a la mala calidad de la arcilla de esa zona; las únicas casas con tejas eran las de las familias más acomodadas, que se podían permitir adquirirlas y transportarlas hasta el lugar indicado. También son muy característicos de la zona los balcones llenos de macetas con plantas y flores, aportando un gran colorido a las calles. 
En el casco histórico de Bubión se encuentran las casas más antiguas, con sus portales alpujarreños, conocidos como tinaos, y sus calles repletas de flores. En el recorrido principal del pueblo es posible encontrarse en la parte baja del mismo, donde se sitúan la iglesia de Nuestra Señora del Rosario, el ayuntamiento y el museo alpujarreño. Este museo fue anteriormente una casa construida en la Plaza de la Iglesia en fechas próximas a la Reconquista; sirviendo actualmente como museo con decoración y muebles alpujarreños.
La iglesia es de estilo mudéjar, cuya torre fue castillo y además sirvió de baluarte a los seguidores de Abén Humeya. Su construcción se produjo en el siglo XVI. La torre fue destruida por un terremoto y fue posteriormente reconstruida por un arquitecto de la zona. En esta torre se pueden encontrar dos campanas, de las cuales la más grande posee una inscripción con el año de su creación: 1771. En esta inscripción se hace referencia al patrón, San Sebastián, y a la Virgen del Carmen. La campana de menor tamaño se conoce como campanillo.
La iglesia está dedicada a la Virgen del Rosario, aspecto desconocido hasta que se hizo una restauración del edificio, porque hasta entonces se tenía considerado que estaba dedicada a San Sebastián. Los puntos de gran interés por su arquitectura e historia son la Ermita de San Antonio, el museo alpujarreño, los lavaderos públicos, el camino del río Poqueira o las eras.

## Historia
Los orígenes de Bubión se remontan posiblemente a la época de los romanos, pues en el siglo XIX se hallaron restos de enterramientos de esta civilización. También constan datos de Henríquez de Jorquera que atribuyen a los godos un pequeño asentamiento en esta zona a finales del siglo IV. No obstante, es con los árabes cuando alcanzó una mayor relevancia. Desde el siglo XIII el pueblo era la cabeza de la Taha de Poqueira, que abarcaba los pueblos de Capileira, Pampaneira, Bubión y el desaparecido poblado de Alguástar, siendo el primer ayuntamiento en ser constituido.
Tras la Conquista de Granada en 1492 por los Reyes Católicos, la población se vio paulatinamente sometida a una presión que llegó a convertirse en intolerable y, en 1568, un rico terrateniente de la zona, Fernando de Válor, que tomó el nombre de Abén Humeya, se levantó en armas contra Felipe II, provocando una revuelta general el 24 de diciembre entre los moriscos de todo el Reino de Granada. Las disensiones internas entre los propios moriscos, que, en 1569, dieron muerte a Abén Humeya, permitieron que Juan de Austria acabara pronto con el levantamiento. Los moriscos serían definitivamente expulsados en 1609. El pueblo fue repoblado con colonos y campesinos procedentes de Galicia, León, Asturias y Castilla.
En la actualidad, Bubión es un municipio típicamente rural de alta montaña en la Alpujarra Granadina. Todo su término está declarado parque natural y parque nacional de Sierra Nevada y es por esto que su núcleo goce de una especial protección, al estar declarado como conjunto histórico-artístico.

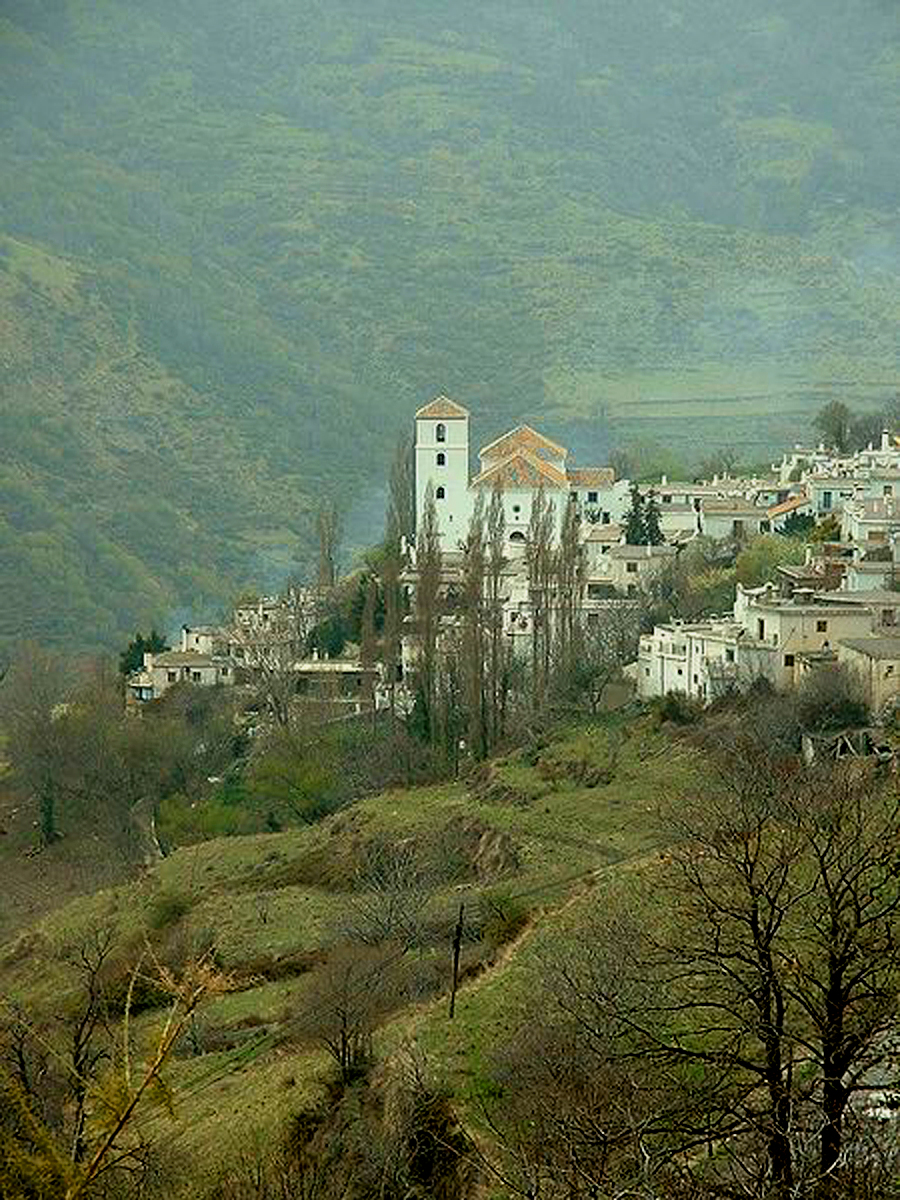
Vista de Bubión.

## Demografía
Bubión cuenta con una población de 311 habitantes (INE 2024).
| Gráfica de evolución demográfica de Bubión entre 1857 y 2021 |
| |
| Población de derecho según los censos de población del INE Población de hecho según los censos de población del INEEntre el censo de 1857 y el anterior, aparece este municipio porque se segrega del municipio Barranco de Poqueira |

## Política
Los resultados en Bubión de las elecciones municipales, celebradas en mayo de 2023, son:
| Elecciones Municipales - Bubión (2023)   |       |          |            |
| Partido político                         | Votos | %Válidos | Concejales |
| Partido Socialista Obrero Español (PSOE) | 131   | 69,68 %  | 5          |
| Partido Popular (PP)                     | 48    | 25,53 %  | 2          |

## Festividades
En Bubión se celebran dos fiestas al año en honor al patrón del pueblo, San Sebastián, y al copatrón, San Antonio Abad. En su origen, las fiestas únicamente eran celebradas en el mes de enero, pero la creciente emigración del pueblo limitó sus visitantes, creando otras fiestas en agosto para el disfrute de la gente del exterior.
Las primeras fiestas se celebran en el fin de semana de enero más cercano a la festividad de San Sebastián, el día 20, añadiéndose también la celebración del chisco de San Antón del día 17, por San Antonio Abad. En verano estas fiestas se hallan en el penúltimo fin de semana del mes de agosto, habiendo una mayor concurrencia de visitantes.